# Université d'État de Transbaïkalie
L'université d'État de Transbaïkalie (en russe : Забайкальский государственный университет, Zabaïkalski gossoudarstvenny ouniversitet), fondée en 1938, est une université située à Tchita, la capitale du kraï de Transbaïkalie, en Sibérie orientale.